# Over the Border (2006)
Over the Border é um filme de drama produzido na Coreia do Sul, dirigido por Ahn Pan-seok e lançado em 2006.